# Yeollin Bukhan Bangsong
Yeollin Bukhan Bangsong (englisch Open Radio for North Korea, ORNK) ist ein privater südkoreanischer Radiosender, der Programme für Hörer in Nordkorea und den von Koreanern besiedelten Gebieten Nordostchinas ausstrahlt.
Seinem Namen entsprechend verfolgt der Sender eine offene Arbeitsweise. Konkret heißt dies, dass jeder, der ein Programm für Hörer im Zielgebiet des Senders verbreiten möchte, dies über Yeollin Bukhan Bangsong kann, sofern das Programm keine Urheberrechte oder die ethischen Prinzipien des Senders verletzt. Ausgestrahlt wird das Programm täglich von 6 bis 7 Uhr koreanischer Zeit (UTC +9h) auf der Kurzwellenfrequenz 9.950 kHz. Yeollin Bukhan Bangsong finanziert sich durch Spenden und arbeitet daher nicht kommerziell. Der Leiter des Senders ist Tae Keung-ha.